# Marilyn (Berg)

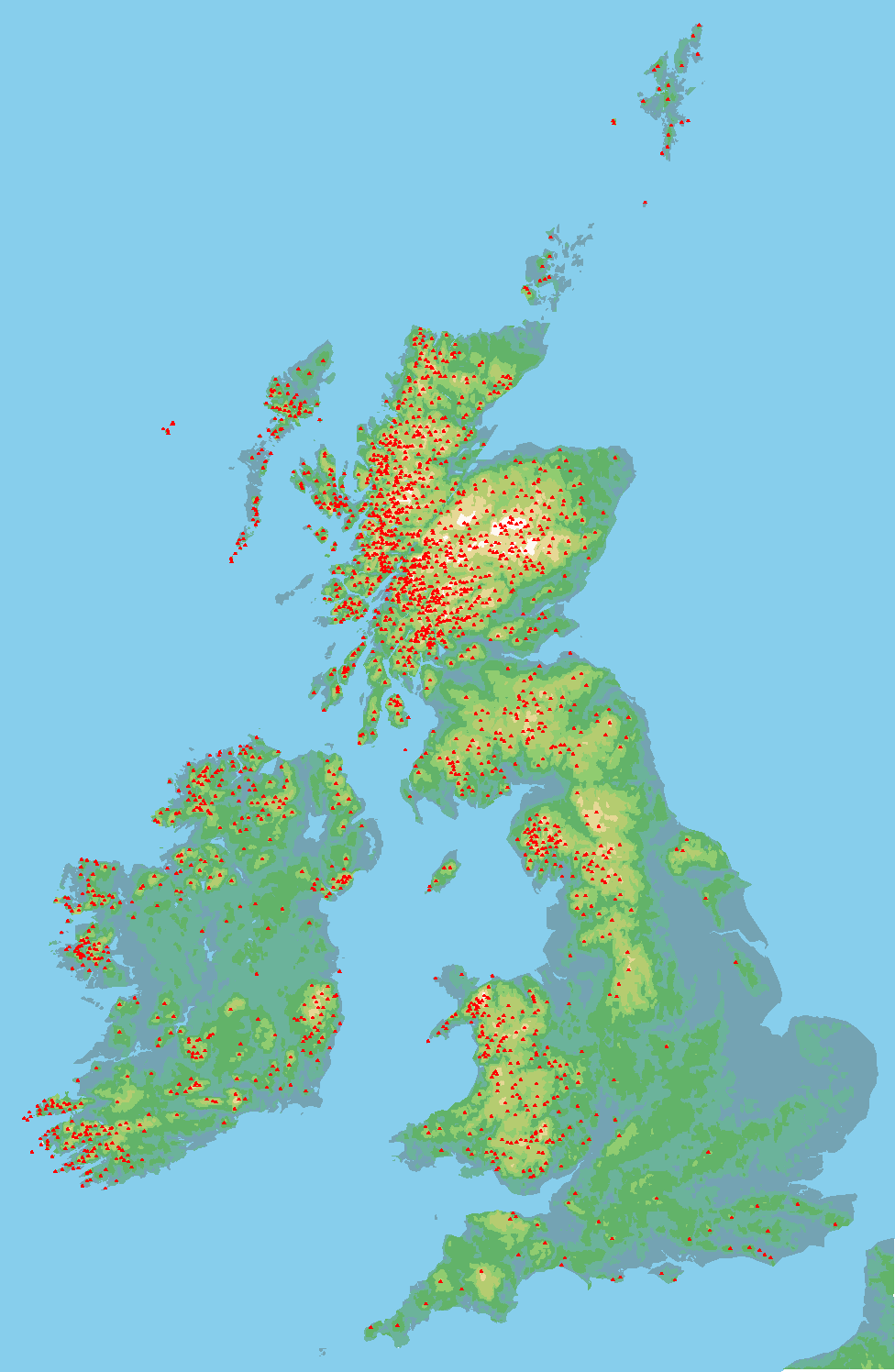
Karte der erfassten Marilyns auf den Britischen Inseln

Als Marilyns werden nach einem Vorschlag des Wanderführerautors Alan Dawson Hügel oder Erhebungen auf den Britischen Inseln bezeichnet, die eine relative Höhe bzw. Schartenhöhe von mindestens 150 Metern (492 englische Fuß) aufweisen. Insgesamt wurden bis jetzt 2009 Marilyns identifiziert: 1216 in Schottland, 455 in Irland (davon 66 in Nordirland), 176 in England, 157 in Wales und 5 auf der Isle of Man.
Den Namen Marilyn prägte A. Dawson in Bezug auf die US-amerikanische Schauspielerin Marilyn Monroe, deren Nachname ein Homophon zur Bezeichnung Munro für alle schottischen Berge darstellt, die über 3000 ft hoch sind.

## Abgrenzung
Viele der höchsten Berge der britischen Inseln sind Marilyns, etwa der Ben Nevis, Scafell Pike und Snowdon. Doch einige andere bekannte Berge, darunter auch etliche Munros, gehören nicht dazu. So fehlt etwa The Devil’s Point, Bowfell, den Langdale Pikes und Carnedd Dafydd die relative Höhe, um in die Liste aufgenommen zu werden.
Andererseits finden sich relativ unbedeutende Berge am Rande des Lake District in der Liste, da sie isoliert von den höheren Bergen liegen und so die Schartenhöhe erreichen.
Alle Corbetts und Grahams sind auch Marilyns.
Einige der als Marilyn klassifizierten Erhebungen sind keine Berge im engeren Sinne:
- Der höchste Punkt des Weald, eines Marilyn, liegt in der Stadt Crowborough, also nicht einem eigentlichen „Berggebiet“.
- Der 172 m hohe Stac Lee und der 191 m hohe Stac an Armin sind zwei als Marilyn klassifizierte Brandungspfeiler im St.-Kilda-Archipel 130 km westlich von Schottland.

Marilyns sind Ziele des Peak-Bagging, bei dem möglichst viele Marilyns zu besteigen sind. 2014 schloss der Bergsteiger Rob Woodall als erster eine Begehung aller damals identifizierten 1556 Marilyns im Vereinigten Königreich ab. Er hatte dafür insgesamt 22 Jahre benötigt. 2016 folgte Jenny Hatfield als erste Frau, der dies gelang.